# 岩太村
岩太村地處龍岩市南部，永定縣的東南角，東依古竹鄉，北靠龍潭鎮，在東華山與撫市鎮相接，是屬陳東鄉的一個行政村。海拔700~900米。全村人口1500人，是一典型的客家山村，方的圓的土樓依山而建，與山勢渾然一體，其中包括世界最大的圓型土樓“福盛樓”，直径81.6米。有水泥公路與福三線相連。
2017年龙岩文旅集团在此开发岩太野墅度假村。